# Schlotheimia tortilis
Schlotheimia tortilis là một loài rêu trong họ Orthotrichaceae. Loài này được Hampe mô tả khoa học đầu tiên năm 1872.